# Мишен (тауншип, Миннесота)
Мишен (англ. Mission) — тауншип в округе Кроу-Уинг, Миннесота, США. На 2000 год его население составило 733 человека.

## География
По данным Бюро переписи населения США площадь тауншипа составляет 89,8 км², из которых 76,6 км² занимает суша, а 13,2 км² — вода (14,68 %).

## Демография
По данным переписи населения 2000 года здесь находились 733 человека, 323 домохозяйства и 225 семей.  Плотность населения —  9,6 чел./км².  На территории тауншипа расположена 871 постройка со средней плотностью 11,4 построек на один квадратный километр. Расовый состав населения: 98,77 % белых, 0,55 % афроамериканцев, 0,27 % коренных американцев и 0,41 % приходится на две или более других рас.
Из 323 домохозяйств в 20,4 % воспитывались дети до 18 лет, в 64,4 % проживали супружеские пары, в 2,2 % проживали незамужние женщины и в 30,3 % домохозяйств проживали несемейные люди. 25,7 % домохозяйств состояли из одного человека, при том 10,5 % из — одиноких пожилых людей старше 65 лет. Средний размер домохозяйства — 2,27, а семьи — 2,72 человека.
18,1 % населения — младше 18 лет, 5,5 % — в возрасте от 18 до 24 лет, 25,0 % — от 25 до 44, 30,2 % — от 45 до 64, и 21,3 % — старше 65 лет. Средний возраст — 46 лет. На каждые 100 женщин приходилось 108,8 мужчин.  На каждые 100 женщин старше 18 приходилось 111,3 мужчин.
Средний годовой доход домохозяйства составлял 41 750 долларов, а средний годовой доход семьи —  46 932 доллара. Средний доход мужчин —  37 500  долларов, в то время как у женщин — 21 406. Доход на душу населения составил 26 503 доллара. За чертой бедности находились 4,7 % семей и 3,8 % всего населения тауншипа, из которых 9,8 % младше 18 и 3,1 % старше 65 лет.